# Трио из Бельвилля
«Три́о из Бельви́лля» (фр. Les Triplettes de Belleville) — полнометражный мультипликационный фильм, придуманный французом канадского происхождения Сильвеном Шоме. Фильм был номинирован на «Оскар» за лучший анимационный полнометражный фильм, премия Сообщества нью-йоркских кинокритиков, Золотая звезда французского кино, премия Джини, премия братьев Люмьер, номинация на премию БАФТА, номинация на премию Сезар, номинация на премию Независимый дух. В России фильм вышел в прокат 6 ноября 2003 года.

## Сюжет
Действие мультфильма разворачивается между 1959 и 1969 годами. Время действия можно приблизительно установить потому, что в одном из сюжетов на экране телевизора появляется приветствие президента Французской республики Шарля де Голля по случаю начала велосостязаний, также показываются фотографии родителей героя за 1937 год и героя-подростка за 1949 год.
Начинается мультфильм со сцены выступления «Трио из Бельвилля» — трёх модных девушек-сестёр, кокетливо поющих и танцующих свинг в грандиозном ревю сопровождении эстрадного оркестра и американских звезд танцоров. Стиль рисовки этого эпизода отличается от последующего мультфильма, создана имитация старой киноплёнки. Выступление имеет большой успех, на него собирается много богатых горожан Бельвилля.
В следующем эпизоде показан высокий загородный дом под Парижем (вдали можно видеть Эйфелеву башню), где живут бабушка мадам Суза (Souza) и её внук, которому около 10 лет. Предыдущий эпизод, как выясняется, был телепередачей, которую они только что смотрели по чёрно-белому телевизору. Бабушка стремится понять, что нравится внуку, пытается заинтересовать игрой на фортепиано, дарит ему щенка (кличка Бруно), а также железную дорогу. Но в итоге выясняет, что его настоящая мечта — это велоспорт. Она дарит ему его первый трёхколёсный велосипед, и он совершенно счастлив.
Проходит несколько лет, и мы видим, что вокруг многое поменялось. Париж разросся, и старый обветшавший дом накренился из-за построенной рядом железнодорожной эстакады. Внук Чемпион, которого бабушка Суза тренирует, тоже сильно изменился внешне: вырос, повзрослел, похудел, развился как велосипедист. Он активно тренируется перед предстоящей гонкой «Тур де Франс», соблюдает диету. С ними живёт выросший пёс Бруно, который по расписанию бегает на верхний этаж дома, чтобы облаять проходящие по эстакаде поезда. Живут бабушка со внуком небогато. Они отправляются на гонку, однако на одном из этапов «Тур де Франс» Чемпион с двумя своими соперниками оказывается похищен бандитами из мафии Бельвилля.
В погоне за внуком бабушка на угнанном водном велосипеде-катамаране пересекает Атлантику и попадает в шумный мегаполис Бельвилль (прообразом мегаполиса послужил, очевидно, Нью-Йорк, это видно хотя бы из того, что, подплывая к берегу, мадам Суза видит тучную Статую Свободы, вместо факела держащую в руке мороженое, а вместо скрижали — гамбургер. Почти все жители Бельвилля страдают морбидным ожирением).
В Бельвилле следы бандитов и Чемпиона теряются, бабушка Суза с псом Бруно вынуждены ночевать под мостом. Найдя в мусоре старое велосипедное колесо, Суза с горя решает восстановить его, для чего постукивает по спицам и сравнивает тон с тоном пароходных гудков. Однако из постукиваний по спицам вскоре рождается мелодия, которую когда-то исполнял популярный коллектив «Трио из Бельвилля». На звуки этой мелодии к Сузе подходят три старухи, которые вдруг начинают подпевать и подтанцовывать. Становится ясно, что они и есть постаревшее «Трио из Бельвилля», бывшие звёзды мюзик-холла. Хотя сами они живут очень небогато, не имея даже денег на нормальную еду, они дают приют Сузе и Бруно в своей квартире, а затем и принимают её (с её новым «музыкальным инструментом» — велосипедным колесом) в свой ансамбль. Выясняется, что теперь они играют экспериментальную и авангардную музыку (используя в качестве музыкальных инструментов полку в холодильнике, газету, пылесос), имея умеренный успех у жителей Бельвилля.
Однажды Трио было приглашено на выступление в ресторан, куда прибыл на обед один из боссов «винной мафии». Во время выступления пёс Бруно учуял от мафиозного босса знакомый запах своего хозяина Чемпиона, таким образом удалось снова напасть на след похитителей. Сузе удаётся выследить одного из членов банды — карлика-механика, создавшего механизм для тотализатора на основе велосипеда, и похитить его бумажник с документами и чертежами. Становится ясно, что винная мафия похищает велогонщиков для использования их в подпольном тотализаторе. Суза и сёстры придумывают план, как им освободить Чемпиона. Переодевшись и пробравшись тайком на тотализатор, им удаётся открепить велоустановку от пола и сбежать на ней, разделавшись со всеми преследователями. Чемпион, трио, Бруно, Суза и ещё один оставшийся в живых велогонщик спаслись и уехали из Бельвилля на своём импровизированном веломобиле.
В заключительной сцене мы видим уже несколько постаревшего главного героя, который смотрит телевизор в своём старом доме. На полках стоит множество сувениров, в том числе относящихся к велосипедам, а на ручке оконной рамы можно увидеть сумку с изображением сверхзвукового пассажирского самолёта «Конкорд».